# 天水囲公園

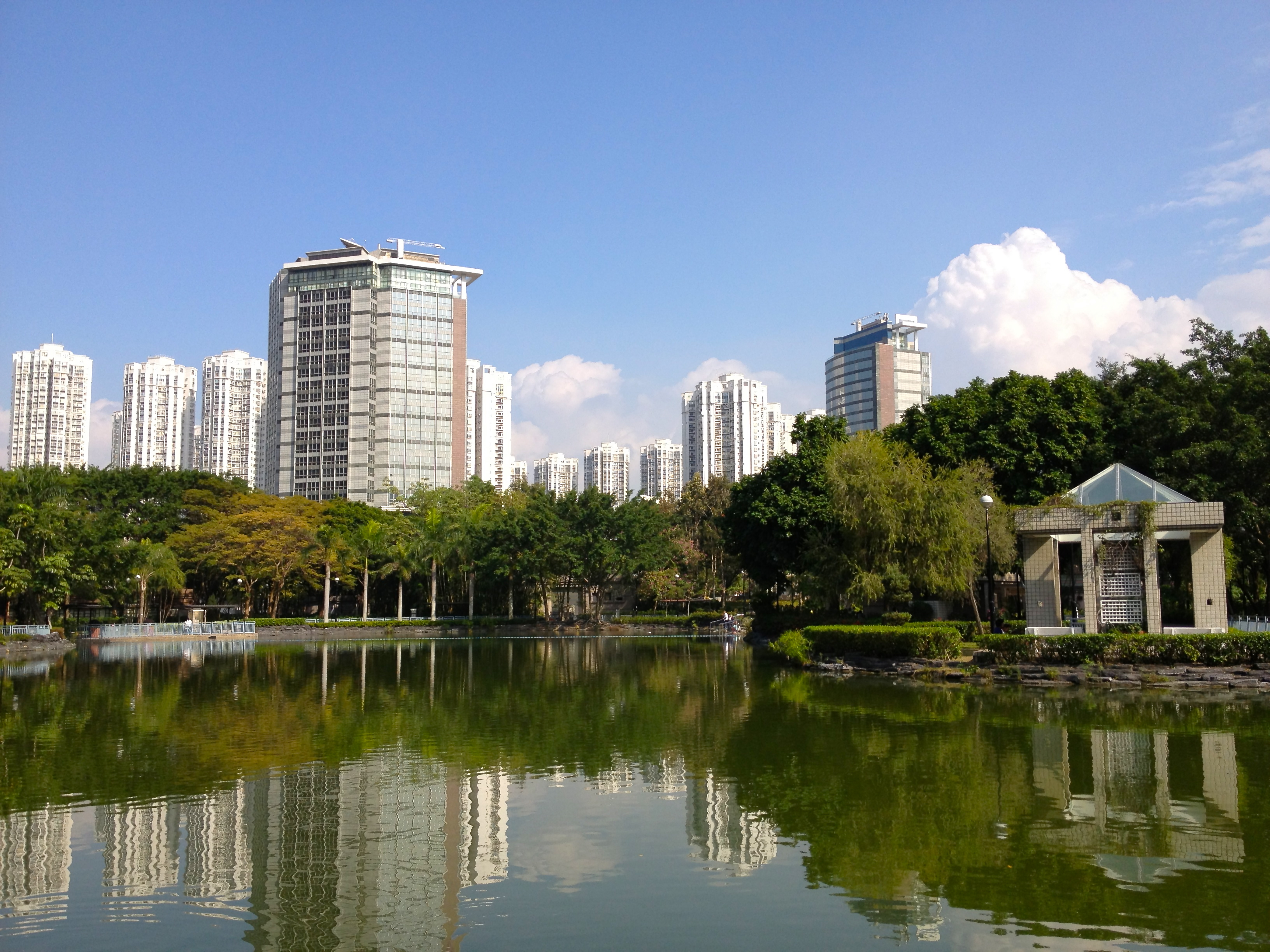
天水囲公園にある人工湖。奥は嘉湖山荘。

天水囲公園（てんすいいこうえん、英語: Tin Shui Wai Park）は、香港新界元朗区天水囲ニュータウンの中央にある、面積14.8ヘクタールの公園であり、周囲を嘉湖山荘・置富嘉湖・天瑞邨・天耀邨といった住宅や天水囲体育館・天水囲運動場・天水囲遊泳池などに囲まれている。

## 歴史
天水囲公園の前身は天水囲市鎮公園であり、天水囲ニュータウンの建設に際して、その中心となる公園として「天水囲第22区分区公園」が計画された。公園の用地はもともと嘉湖山荘の建設予定地のなかに含まれており、これを開発した長江実業の関連企業である巍城有限公司が1億1000万元以上をかけて建設した 。公園は2回に分けて完成し、第1期は1993年3月26日に、第2期は1997年1月16日に開園した。完成当初はそのほとんどが芝生であり、市民の憩いの場となっていたが、1998年には樹木も植えられている。ほかに、公園には人工湖があり、当初はボートで遊ぶことができたが、2003年より利用できなくなった。

## 施設
園内には、公園の名前から「天」と「水」をイメージした人工湖や噴水が設置されている。ほかに、以下のような施設がある。

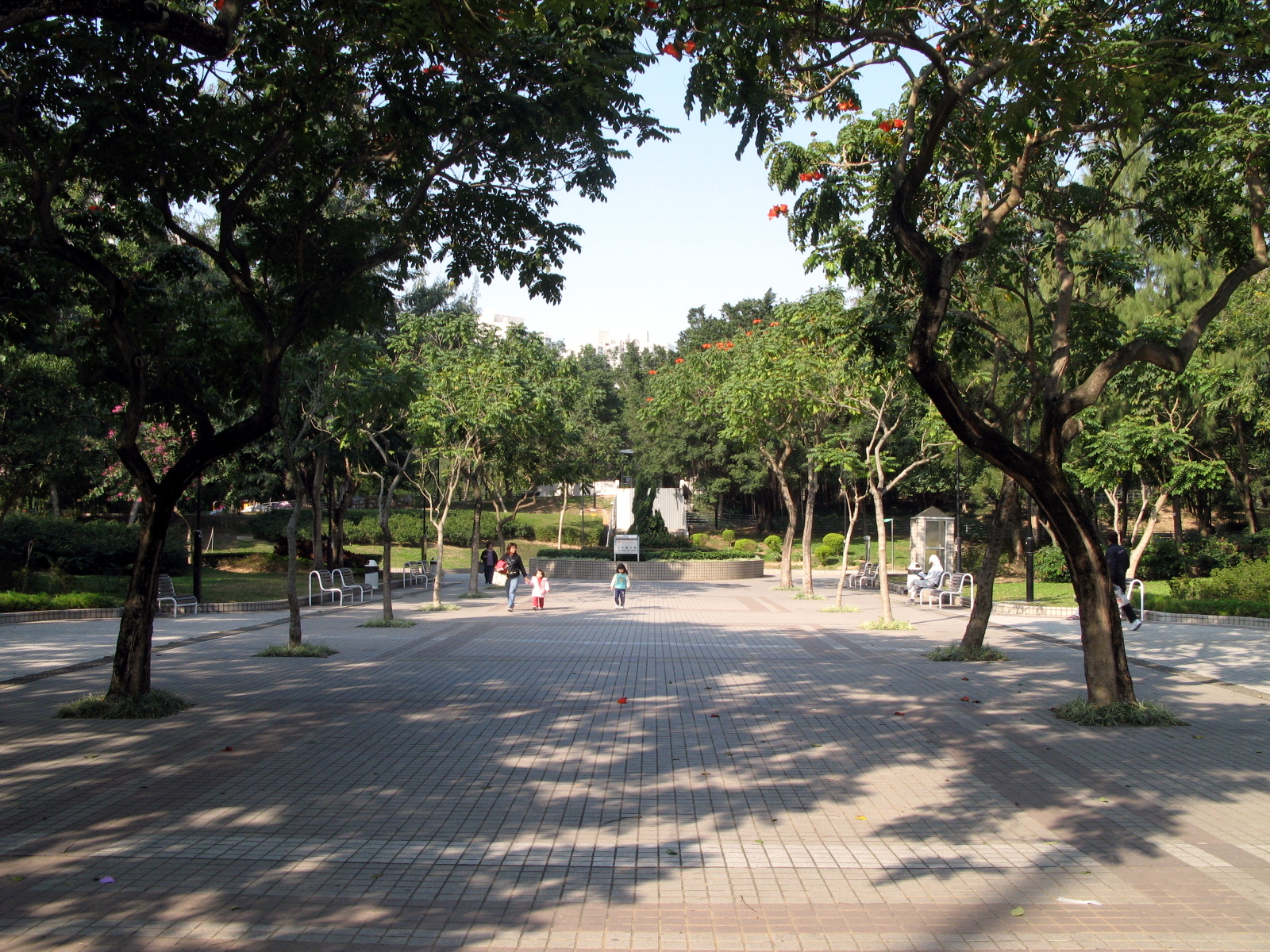
天水囲公園の入口
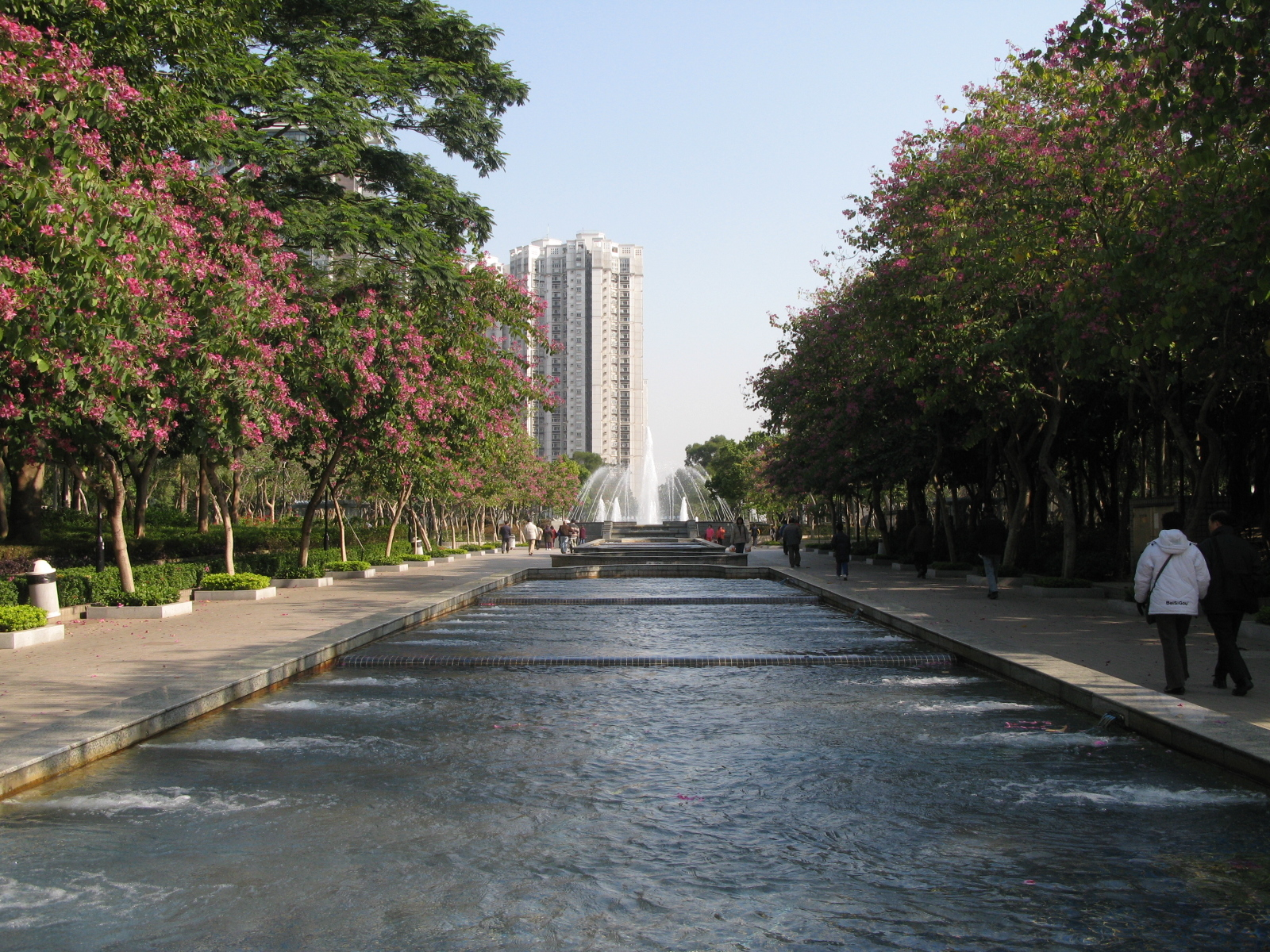
天水囲公園の噴水
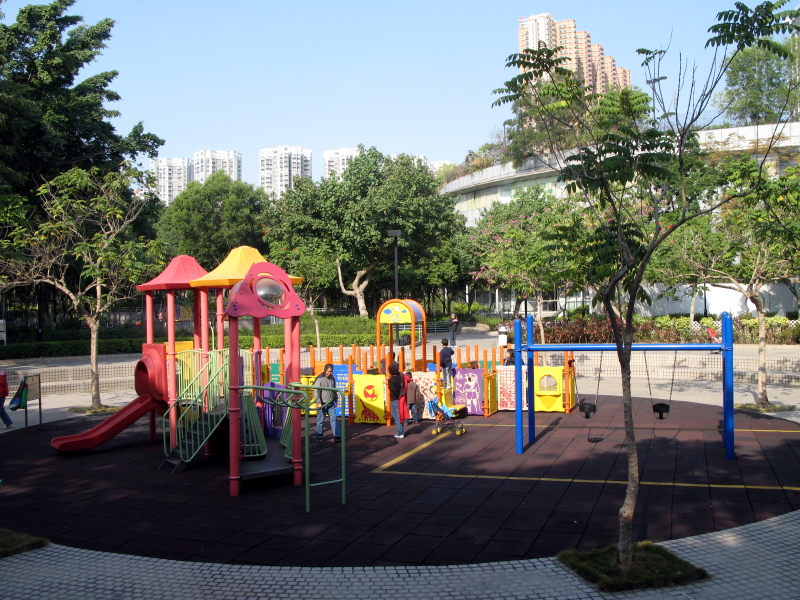
児童遊具

- 太極園
- 観景亭
- 模型船
- 模型駐車場
- 香味花園
- ゲートボール場
- テニス場
- 露天劇場
- スケートボード場
- 迷路
- バスケットボール場
- バレーボール場
- 健康遊具
- 児童遊具

- 天水囲公園の入口
- 天水囲公園の噴水
- 児童遊具

## 喫煙
公園内には喫煙場所が設けられており、そのほかの場所では禁煙となっている。

## 交通
MTR
- 西鉄線: 天水囲駅
- 軽鉄（705、706、751、761P）: 天瑞駅、翠湖駅、天栄駅、銀座駅、天湖駅

バス